# ماریا باقرامیان
ماریا باقرامیان (ارمنی: Մարիա Բաղրամյան) (زادهٔ ۲۱ مارس ۱۹۵۴ در تهران) استاد فلسفه در دانشگاه کالج دوبلین است. وی ارمنی‌تبار و زادهٔ ایران است.
باقرامیان در سال ۱۹۸۳ در رشتهٔ فلسفه و انسان‌شناسی اجتماعی از دانشگاه کوئینز بلفاست فارغ‌التحصیل شد. وی دکترای خویش را در رشتهٔ فلسفه منطق از کالج ترینیتی در سال ۱۹۹۰ کسب کرد.
زمینه‌های اصلی تحقیقاتی وی فلسفه زبان، نسبی‌گرایی، عقلانیت، فلسفه سده بیستم آمریکایی (پاتنم، دیویدسن، کواین)، عمل‌گرایی، فلسفه ذهن و علوم شناختی است.
باقرامیان "Society for Women in Philosophy (SWIP) – Ireland" را در سال ۲۰۱۰ پایه‌گذاری کرد و ریاست آن را هم بر عهده دارد.

## زندگی شخصی
همسر وی هرمز فرهت آهنگ‌ساز و موسیقی‌شناس ایرانی است.

## کتابشناسی
- (ویرایش) (۲۰۱۴) The Many Faces of Relativism. لندن/نیویورک: تیلور و فرنسیس.
- (ویرایش) (۲۰۱۳) دونالد دیویدسن: زندگی و آثار.[۲] لندن/نیویورک: روتلج.
- (ویرایش) (۲۰۱۲) Reading Putnam. لندن/نیویورک: روتلج.
- (۲۰۰۴) Relativism: The Problems of Philosophy Series. لندن/نیویورک: روتلج.
- (ویرایش) (۲۰۰۰) به همراه Atracta Ingram. پلورالیسم فلسفه و سیاست تکثر.[۳] لندن/نیویورک: روتلج.
- (۱۹۹۹) فلسفه نوین زبان.[۴] لندن: J.M. Dent 1998 و واشینگتن:Counterpoint 1999.